# JVC Kenwood
JVC Kenwood Holdings (Japans: JVC・ケンウッド・ホールディングス) is een Japanse fabrikant van consumentenelektronica. Het bedrijf ontstond op 1 oktober 2008 na de fusie van JVC en Kenwood Corporation. Beide bedrijven produceren consumentenelektronica.
De fusie ontstond vanwege de reden een betere positie te behouden in een hevig concurrerende markt. De twee bedrijven verwachten samen een omzet te realiseren van 8 miljard dollar en een winst van 375 miljoen dollar in het gebroken boekjaar dat loopt tot 31 maart 2011.
JVC Kenwood Holdings richt zich op auto- en consumentenelektronica en draadloze systemen voor de professionele markt. Panasonic Corporation was de grootste aandeelhouder in het bedrijf, maar in 2012 besloot het bedrijf het aandelenbelang van 20% in JVC Kenwood te verkopen.
In Nederland zijn de twee merken vanaf 2012 gezamenlijk gevestigd in Uithoorn, in België te Vilvoorde.